# Вельцов
Вельцов (нім. Welzow) — місто в Німеччині, розташоване в землі Бранденбург. Входить до складу району Шпре-Найсе.
Площа — 23,91 км2. Населення становить 3317 ос. (станом на 31 грудня 2020).

## Демографія
- Динаміка населення з 1875 року в сучасних кордонах (Синя лінія: населення; Пунктир: відносна порівняльна динаміка населення землі Бранденбург; Сірий фон: період Третього рейху; Помаранчевий фон: період НДР)
- Динаміка населення (синя лінія) і прогнози

| Рік  | Населення |
| ---- | --------- |
| 1875 | 630       |
| 1890 | 684       |
| 1910 | 5 549     |
| 1925 | 6 962     |
| 1939 | 7 815     |
| 1950 | 8 235     |
| 1964 | 7 685     |

| Рік  | Населення |
| ---- | --------- |
| 1971 | 7 481     |
| 1981 | 6 277     |
| 1985 | 6 354     |
| 1990 | 5 602     |
| 1995 | 5 071     |
| 2000 | 4 838     |
| 2005 | 4 183     |

| Рік  | Населення |
| ---- | --------- |
| 2010 | 3 806     |
| 2015 | 3 645     |
| 2016 | 3 552     |
| 2017 | 3 490     |
| 2018 | 3 418     |
| 2019 | 3 384     |
| 2020 | 3 317     |

Джерела даних вказані на Wikimedia Commons.

## Галерея

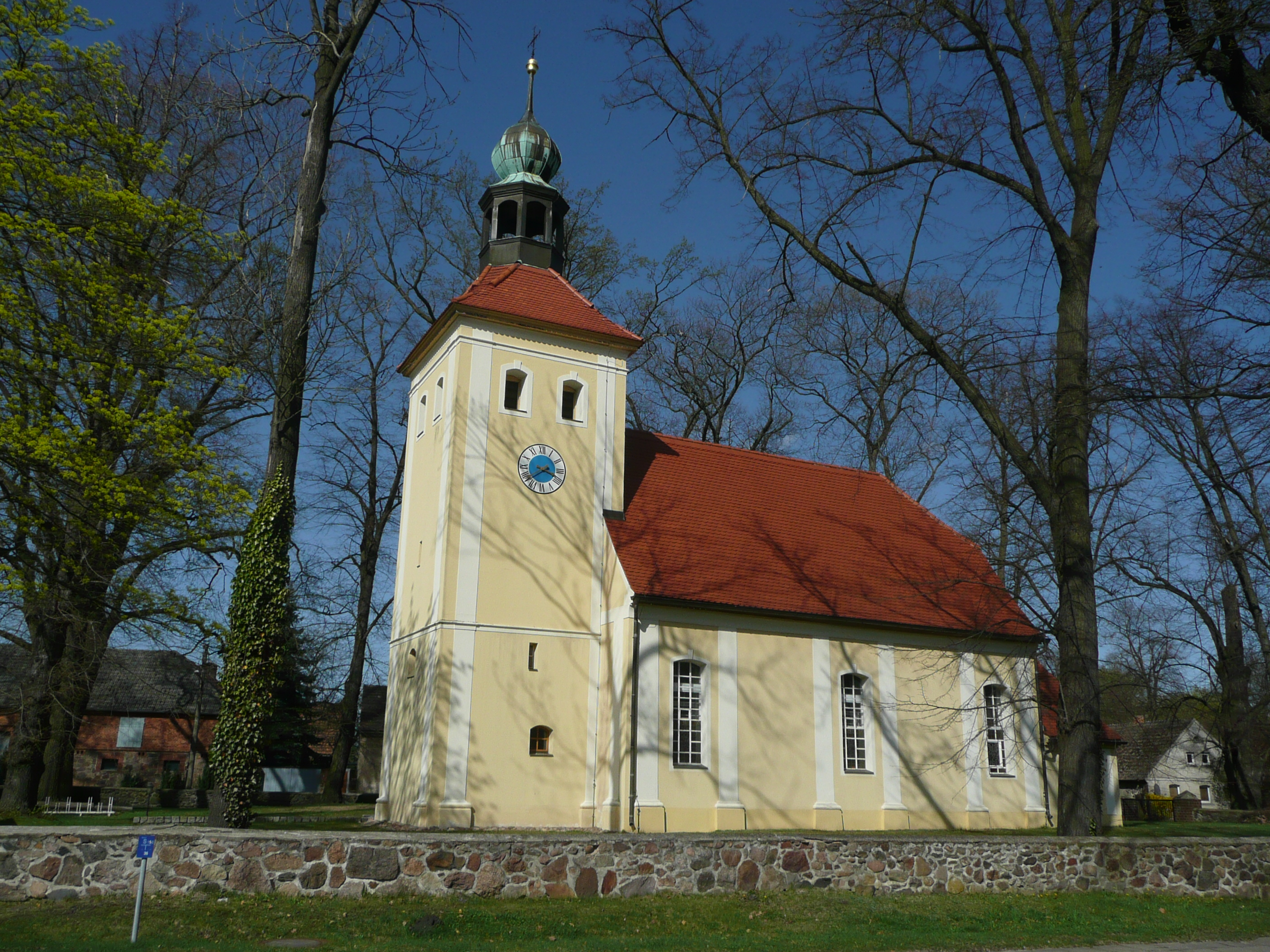
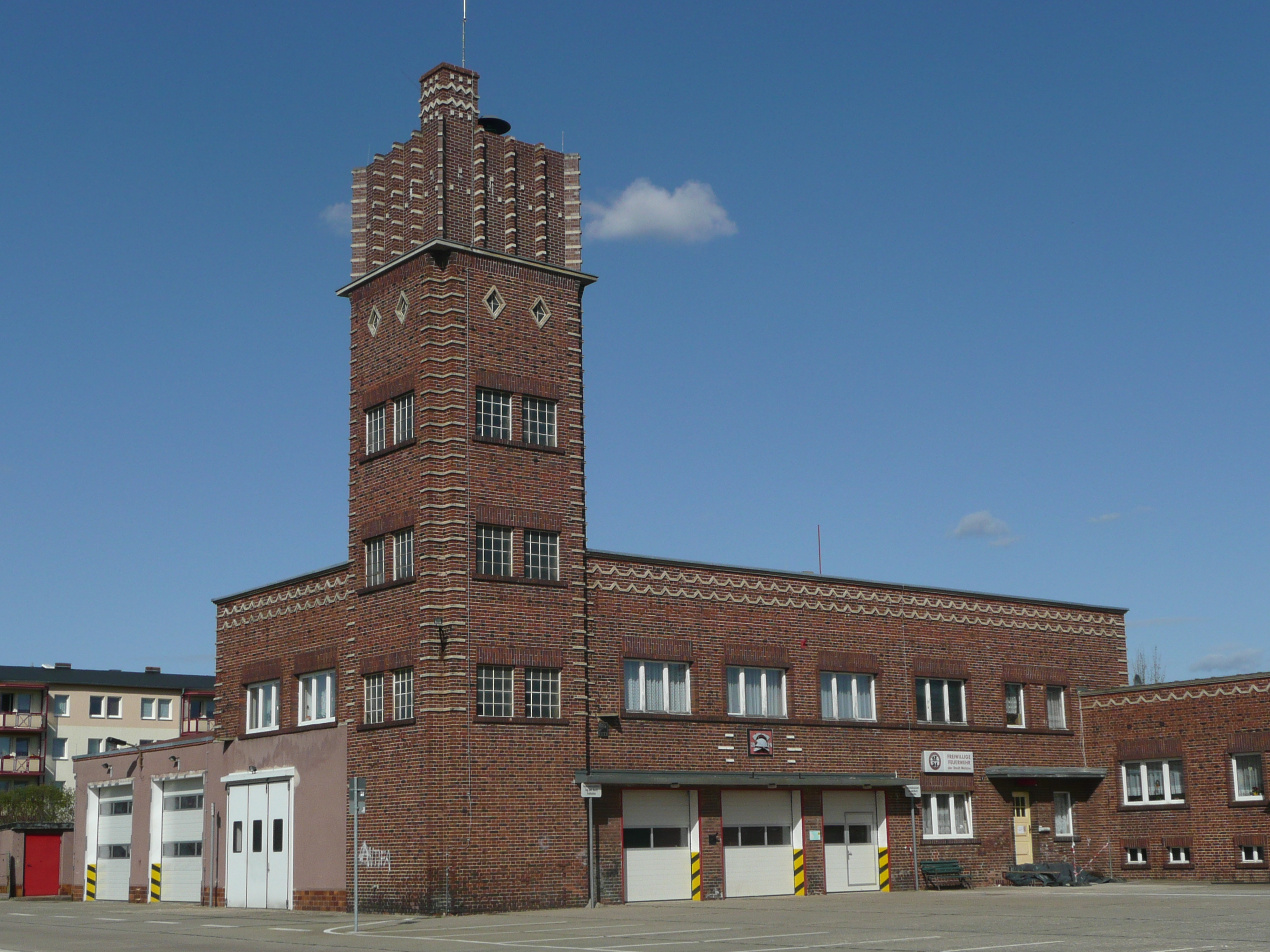
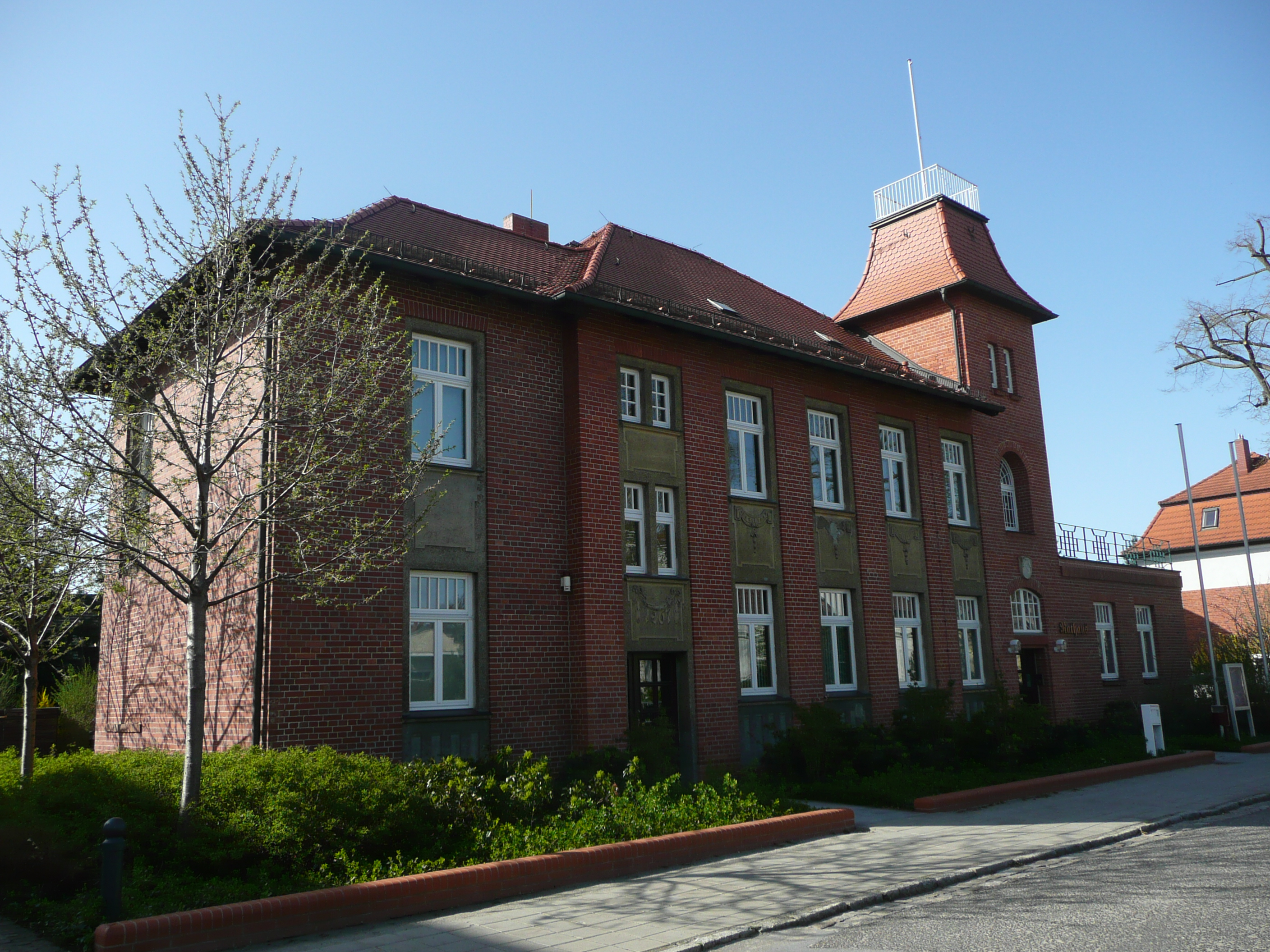
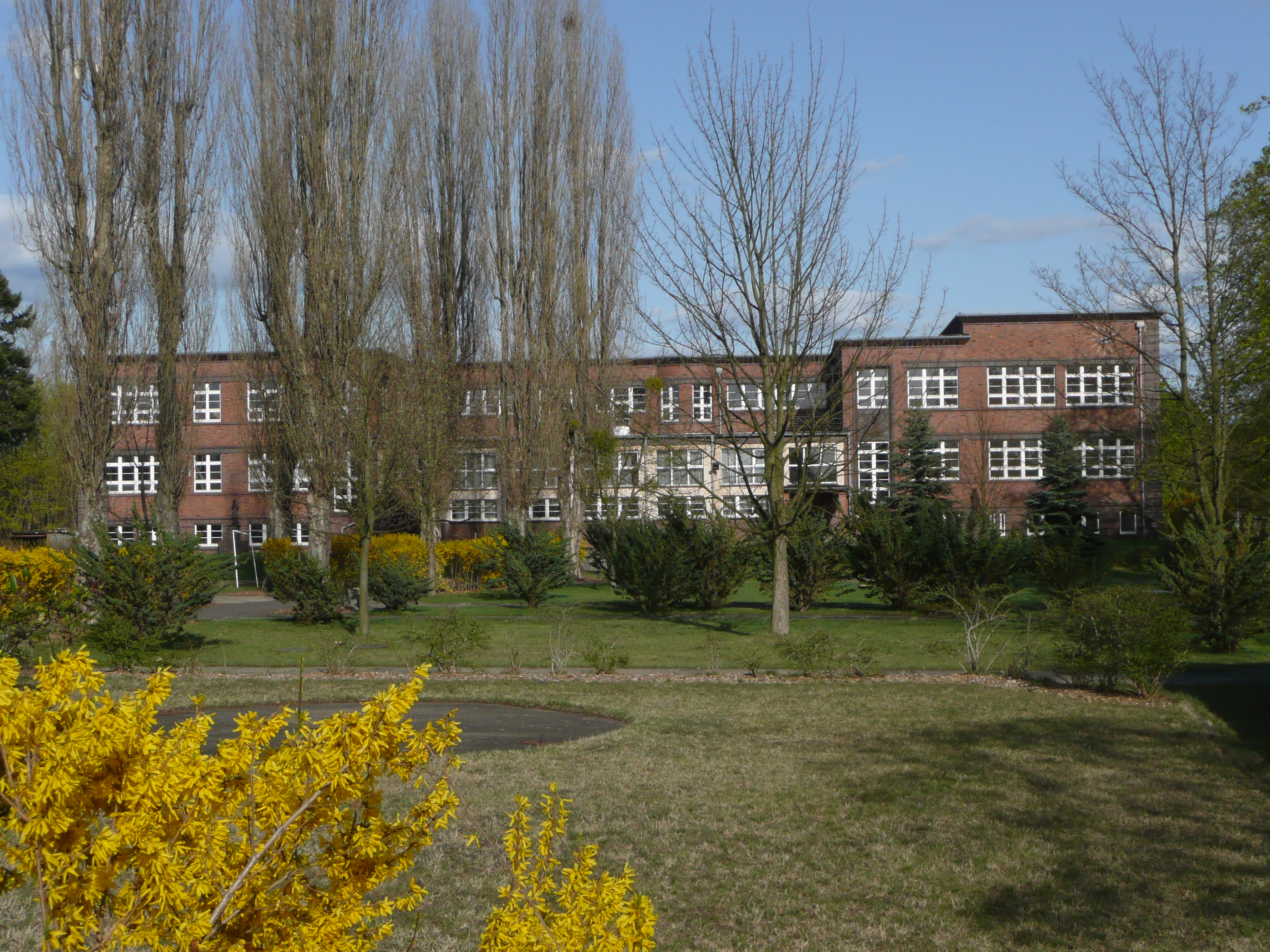
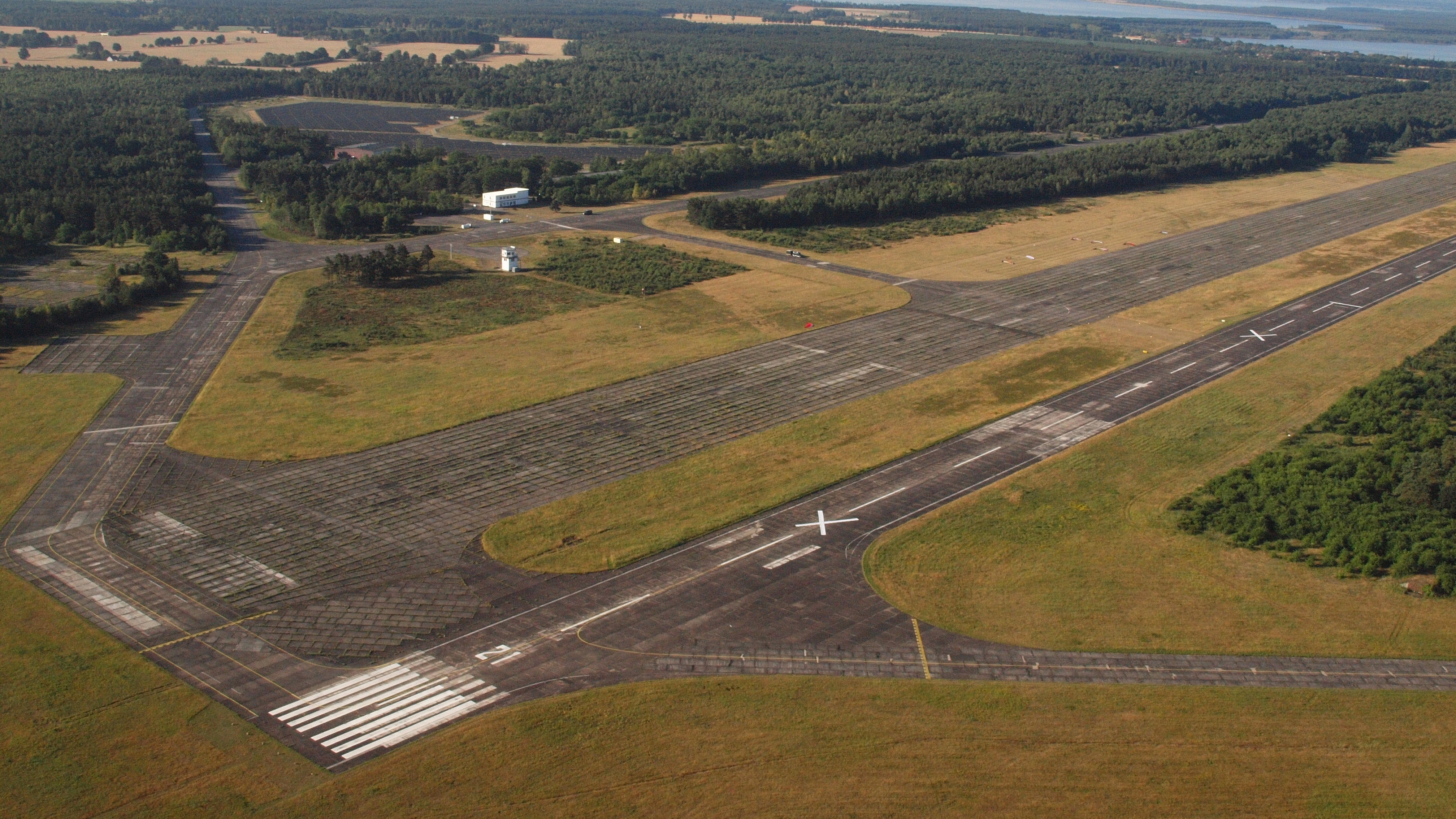